# Feldflieger-Abteilung 62
Feldflieger-Abteilung Nr. 62 – FFA62 jednostka obserwacyjna i rozpoznawcza lotnictwa niemieckiego Luftstreitkräfte z początkowego okresu I wojny światowej.

## Informacje ogólne
W momencie wybuchu I wojny światowej z dniem 23 sierpnia 1915 roku została utworzona we Fliegerersatz Abteilung Nr. 1 i weszła w skład większej jednostki Batalionu Lotniczego Nr.1 w Döberitz.
Pierwszym dowódcą jednostki został kapitan Gustav Kastner-Kirdorf.
15 stycznia 1917 roku jednostka została przeformowana i zmieniona we Fliegerabteilung 27 – (FA 27).
W jednostce służyli m.in. Oswald Boelcke, Walter Gerheim, Max Immelmann, Bruno Meding, Max Ritter von Mulzer, Rudolf Friedrich Otto Windisch, Ernst Hess, Richard Paul Rothe.

## Dowódcy eskadry
| Stopień | Nazwisko               | Okres                      |
| ------- | ---------------------- | -------------------------- |
| Kapitan | Gustav Kastner-Kirdorf | 23.04.1915 – sierpień 1915 |
| Kapitan | Herrmann Kastner       | ?                          |